# Francisco Javier Lampillas
Francisco Javier Lampillas o Llampillas, bautizado como Francisco Javier Cerdá (Mataró, 1731 - Sestri Levante, Italia, 1810) fue un erudito y religioso jesuita español.
Abandonó su apellido Cerdá por el de Lampillas. Perteneció a la Compañía de Jesús y con motivo de su expulsión de España por Carlos III hubo de residir en Italia, en donde explicó teología en Ferrara. Su patriotismo le impuso combatir los errores de los eruditos jesuitas italianos Girolamo Tiraboschi y Saverio Bettinelli, principalmente, que culparon a los españoles por haber introducido en Italia el mal gusto literario, aunque también refuta a Pietro Napoli Signorelli y Francesco Saverio Quadrio, para lo cual publicó su Saggio storico-apologetico della Letteratura Spagnola (Génova, 1778-1781, seis vols.). Como los dos primeros replicaron, publicó este sus contestaciones y su refutación formando el tomo VII de la obra, publicado en Roma, 1781. La escritora ilustrada y una de las primeras feministas españolas Josefa de Amar y Borbón tradujo y publicó la obra en su totalidad en Zaragoza, 1782-1789, siete volúmenes, con el título Ensayo histórico-apologético de la literatura española contra las opiniones preocupadas de algunos escritores modernos italianos.
El libro se divide en disertaciones y es de contenido polémico; se dedica una gran parte a la literatura hispanolatina. Se muestra independiente de juicio al elogiar la comedia española del Siglo de Oro y al discutir la teoría de las tres unidades aristotélicas. Pedro Estala le reprochó atreverse a juzgar obras latinas como mejores que las griegas sin conocer el griego.